# Mellicta hertha
Mellicta hertha är en fjärilsart som beskrevs av Conrad Quensel 1791. Mellicta hertha ingår i släktet Mellicta och familjen praktfjärilar. Inga underarter finns listade i Catalogue of Life.